# Anders Åberg (skådespelare)
Sven Anders Åberg, född 4 september 1948 i Göteborg, död 8 mars 2020 i Danderyds distrikt, Stockholms län, var en svensk skådespelare. År 1979 vann Åberg en Guldbagge i kategorin Bästa manliga huvudroll för sin insats i Kejsaren.

## Priser och utmärkelser
- 1979 - Kejsaren (Guldbagge för bästa skådespelare)

## Filmografi
- 1976 – Långt borta och nära
- 1979 – Kejsaren
- 1980 – Mannen som blev miljonär
- 1980 – Sol, vind och vatten
- 1981 – Höjdhoppar'n
- 1981 – Skärp dig, älskling! (TV-serie)
- 1981 – Olsson per sekund eller Det finns ingen anledning till oro
- 1982 – Brusten himmel
- 1982 – Fonziegänget
- 1983 – Andra dansen
- 1983 – Lyckans ost
- 1983 – Spanarna (TV-serie)
- 1984 – Sömnen
- 1984 – Ett rum
- 2000 – Ronny & Julia (TV-serie)

## Teater

### Roller (ej komplett)
| År   | Roll | Produktion                 | Regi           | Teater                           |
| ---- | ---- | -------------------------- | -------------- | -------------------------------- |
| 1972 |      | Press-stopp Sven Wernström | Riber Björkman | Norrköping-Linköping stadsteater |